# Бури
Бури (афр. Boere, хол. и енгл. Boer) или Африканери (афр, хол. и енгл. Afrikaners), су потомци углавном холандских досељеника у Јужној Африци, а у мањој мери француских Хугенота и немачких протестаната. Они су се у Источни Кејп доселили у осамнаестом веку, а у деветнаестом су се делом преселили у Слободну Државу Орање и Трансвал (познате као бурске републике). Разлог за ову последњу миграцију је био притисак британских колонијалиста. 
Реч бур (афр. и хол. Boer) на холандском значи „сељак”.

## Историја
Бури су углавном били холандски, фламански и фризијски калвинисти, као и француски хугеноти и немачки протестанти. Први досељеници у Јужну Африку су били полу-номади. Под притиском британског колонијализма и сталних ратова, Бури су се од 1835. масовно селили према унутрашњости. Ова миграција је позната као Велики пут (афр. Groot Trek). 
Крајем 19. века Бури су водили одбрамбене ратове против британске инвазије (види: Бурски ратови). 
После Бурских ратова, неки Бури су емигрирали и створили бурску дијаспору у Патагонији, Мексику и Тексасу.

## Култура
Бури су познати по јаким националним осећањима. Ову карактеристику су развили током векова борбе против империјализма и за опстанак у Африци. Због историјских недаћа задржали су конзервативне хришћанске традиције. 
Бурско друштво је друштво настало од пољопривредника и сточара који су живели на граници цивилизације. Познати су по републиканизму, тежњи за независношћу и самодовољности. 
Данас се назив Бури углавном користи за Буре у унутрашњости Јужне Африке (чији су преци прешли Велики пут), док се за људе истог порекла и језика у Источном Кејпу користи термин Африканери.